# Il piccolo Hans
Il piccolo Hans (sottotitolo: "rivista di analisi materialistica") è una rivista trimestrale fondata da Sergio Finzi, pubblicata a Bari da Dedalo edizioni dal 1974 al 1994. Dal 1995 la rivista acquista cadenza semestrale e, col nuovo sottotitolo "Il Cefalopodo", viene stampata da Moretti & Vitali.
La rivista prende il nome da quello attribuito da Sigmund Freud a uno dei casi clinici più importanti della storia della psicoanalisi. La rivista iniziò come luogo d'incontro tra marxismo e psicanalisi "secondo orientamenti culturali (Scuola di Francoforte, Althusser, Lacan, Derrida) i cui materiali ha avuto il merito di diffondere in Italia".
Aperta a un costante interesse per la mutevolezza e la pluralità delle forme la rivista allargò in seguito il proprio campo oltre alla politica, alla filosofia, alla psichiatria, anche alla produzione poetica e narrativa, all'architettura, al restauro, alla pittura, all'antropologia e alle scienze naturali senza tuttavia prevedere alcuna connessione sistematica tra gli ambiti considerati e la psicoanalisi.
Tra i suoi collaboratori abituali si ricordano: Mario Spinella, Virginia Finzi Ghisi, Nanni Cagnone, Stefano Agosti, Giuliano Gramigna, Ermanno Krumm, Cesare Segre, Antonio Prete, Beniamino Placido, Enrico Ghezzi, Gregorio Scalise, Ilya Prigogine, Jean Starobinski, Giulio Ferroni, Vincenzo Bonazza, Nadia Fusini, Gianni De Martino, Gabriele Frasca, ecc.